# Tyereki járás (Kabard- és Balkárföld)

A Tyereki járás a Kabard- és Balkárföldön

A Tyereki járás (oroszul Терский район, kabard nyelven Тэрч къедзыгъуэ, balkár nyelven Терк район) Oroszország egyik járása a Kabard- és Balkárföldön. Székhelye Тyerek.

## Népesség
- 1989-ben 46 245 lakosa volt.
- 2002-ben 52 976 lakosa volt, melyből 45 893 kabard (86,6%), 3285 orosz (6,2%), 1231 török, 903 balkár, 424 oszét, 122 ukrán, 47 német, 22 koreai, 3 zsidó.
- 2010-ben 51 220 lakosa volt, melyből 45 067 kabard (88%), 2 648 orosz (5,2%), 1 316 török (2,5%), 867 balkár (1,7%).